# Ischnocnema parva
Espèce
Synonymes
- Hylodes parvus Girard, 1853
- Eleutherodactylus parvus (Girard, 1853)
- Leptodactylus pumilio Boulenger, 1920
- Phrynanodus nanus Ahl, 1933

Statut de conservation UICN

 LC  : Préoccupation mineure
Ischnocnema parva est une espèce d'amphibiens de la famille des Brachycephalidae.

## Répartition
Cette espèce est endémique du Brésil. Elle se rencontre jusqu'à 800 m d'altitude dans les États d'Espirito Santo, du Minas Gerais, de Rio de Janeiro et de Sao Paulo.

## Taxinomie
Pour l'espèce Eleutherodactylus parvus Barbour & Shreve, 1937 nec Girard, 1853 voir Eleutherodactylus cubanus Barbour, 1942

## Publication originale
- Girard, 1853 : Descriptions of new species of reptiles, collected by the U.S. Exploring Expedition under the command of Capt. Charles Wilkes, U.S.N. Second part — Including the species of Batrachians, exotic to North America. Proceedings of the Academy of Natural Sciences of Philadelphia, vol. 6, p. 420-424 (texte intégral).